# Hoa hậu Siêu quốc gia 2022
Miss Supranational 2022 là cuộc thi Hoa hậu Siêu quốc gia lần thứ 13 được tổ chức tại Nhà hát ngoài trời Công viên Strzelecki, Małopolskie, Ba Lan vào ngày 15 tháng 7 năm 2022. Hoa hậu Siêu quốc gia 2021 - Chanique Rabe đến từ Namibia đã trao lại vương miện cho người kế nhiệm, cô Lalela Mswane đến từ Nam Phi.

## Kết quả

### Thứ hạng
| Kết quả                    | Thí sinh |
| -------------------------- | --- |
| Hoa hậu Siêu quốc gia 2022 | - Nam Phi – Lalela Mswane |
| Á hậu 1                    | - Thái Lan – Praewwanich Ruangthong |
| Á hậu 2                    | - Việt Nam – Nguyễn Huỳnh Kim Duyên |
| Á hậu 3                    | - Indonesia – Adinda Cresheilla |
| Á hậu 4                    | - Venezuela – Ismelys Velásquez |
| Top 12                     | - Colombia – Valentina Espinosa - Cộng hòa Séc – Kristýna Malířová - Kenya – Roleen Shareh (§) - Ấn Độ – Ritika Khatnani - Mauritius – Alexandrine Belle-Étoile - Peru – Almendra Castillo O'Brien - Ba Lan – Agata Wdowiak |
| Top 24                     | - Bolivia – Macarena Castillo - Brazil – Giovanna Reis - Ecuador – Valery Carabali Medina - Ghana – Gifty Boakye - Guatemala – María Fernanda Milián - Hồng Kông – Kumiko Lau - Jamaica – Carisa Peart - Malaysia – Melisha Lin - Namibia – Julita Kitwe Mbangula - Philippines – Alison Black - Romania – Andra Tache - Trinidad và Tobago – Christin Coeppicus |

• § - Thí sinh chiến thắng giải thưởng Supra Fan Vote

### Hoa hậu Châu lục
| Danh hiệu                         | Thí sinh                               |
| --------------------------------- | -------------------------------------- |
| Hoa hậu Siêu quốc gia châu Phi    | - Mauritius – Alexandrine Belle-Étoile |
| Hoa hậu Siêu quốc gia châu Mỹ     | - Colombia – Valentina Espinosa        |
| Hoa hậu Siêu quốc gia châu Á      | - Ấn Độ – Ritika Khatnani              |
| Hoa hậu Siêu quốc gia vùng Caribe | - Jamaica – Carisa Peart               |
| Hoa hậu Siêu quốc gia châu Âu     | - Ba Lan – Agata Wdowiak               |

### Thứ tự công bố
| Top 24 1. Cộng hoà Séc 2. Indonesia 3. Việt Nam 4. Ghana 5. Peru 6. Nam Phi 7. Romania 8. Brazil 9. Kenya 10. Colombia 11. Philippines 12. Ecuador 13. Trinidad và Tobago 14. Venezuela 15. Namibia 16. Jamaica 17. Malaysia 18. Ấn Độ 19. Ba Lan 20. Bolivia 21. Hồng Kông 22. Thái Lan 23. Guatemala 24. Mauritius | Top 12 1. Việt Nam 2. Mauritius 3. Cộng hoà Séc 4. Indonesia 5. Colombia 6. Venezuela 7. Kenya 8. Ấn Độ 9. Peru 10. Thái Lan 11. Nam Phi 12. Ba Lan | Top 5 1. Việt Nam 2. Indonesia 3. Thái Lan 4. Nam Phi 5. Venezuela |

## Các phần thi

### Supra Chat

#### Vòng 1
- Thí sinh vào vòng 2

| Nhóm | Quốc gia 1   | Quốc gia 2  | Quốc gia 3 | Quốc gia 4 | Quốc gia 5        | Quốc gia 6 | Quốc gia 7         | Quốc gia 8  |
| ---- | ------------ | ----------- | ---------- | ---------- | ----------------- | ---------- | ------------------ | ----------- |
| 1    | Hy Lạp       | Ấn Độ       | Lesotho    | Nigeria    | Ba Lan            | Bồ Đào Nha | Romania            | Slovakia    |
| 2    | Bolivia      | Canada      | Colombia   | Costa Rica | Cộng hòa Dominica | Guatemala  | Iceland            | Mexico      |
| 3    | Bỉ           | Bờ Biển Ngà | Mauritius  | Namibia    | Togo              | Thổ Nhĩ Kỳ | Nam Phi            | —           |
| 4    | Curaçao      | Ecuador     | Haiti      | Jamaica    | Kenya             | Panama     | Trinidad và Tobago | Hoa Kỳ      |
| 5    | Campuchia    | Hồng Kông   | Nhật Bản   | Kazakhstan | Hàn Quốc          | Kyrgyzstan | Lào                | Việt Nam    |
| 6    | Cộng hòa Séc | Đan Mạch    | Phần Lan   | Đức        | Malta             | Hà Lan     | Tây Ban Nha        | Zambia      |
| 7    | Pháp         | Indonesia   | Ireland    | Nepal      | Philippines       | Singapore  | Thái Lan           | Zimbabwe    |
| 8    | Argentina    | Brazil      | Chile      | Trung Quốc | El Salvador       | Paraguay   | Peru               | Puerto Rico |
| 9    | Cuba         | Anh         | Ghana      | Malaysia   | Ukraine           | Uruguay    | Venezuela          | —           |

#### Vòng 2
- Thí sinh vào vòng 3

| Nhóm | Quốc gia 1 | Quốc gia 2 | Quốc gia 3 | Quốc gia 4  | Quốc gia 5 | Quốc gia 6 | Quốc gia 7 | Quốc gia 8 | Quốc gia 9 |
| ---- | ---------- | ---------- | ---------- | ----------- | ---------- | ---------- | ---------- | ---------- | ---------- |
| 1    | Bolivia    | Canada     | Trung Quốc | Bờ Biển Ngà | Haiti      | Hồng Kông  | Ấn Độ      | Indonesia  | Jamaica    |
| 2    | Lesotho    | Malaysia   | Namibia    | Nepal       | Hà Lan     | Peru       | Venezuela  | Việt Nam   | Zambia     |

#### Vòng 3
- Thí sinh chiến thắng và vào thẳng Top 24

| Nhóm | Quốc gia 1 | Quốc gia 2 | Quốc gia 3 | Quốc gia 4 | Quốc gia 5 |
| ---- | ---------- | ---------- | ---------- | ---------- | ---------- |
| 1    | Bolivia    | Trung Quốc | Haiti      | Hồng Kông  | Indonesia  |
| 2    | Malaysia   | Namibia    | Hà Lan     | Việt Nam   | Zambia     |

### Supra Model
- Thí sinh chiến thắng phần thi Supra Model châu lục
- Thí sinh chiến thắng phần thi Supra Model và được vào thẳng Top 24

| Châu lục    | Quốc gia 1   | Quốc gia 2 | Quốc gia 3 |
| ----------- | ------------ | ---------- | ---------- |
| Châu Phi    | Mauritius    | Nam Phi    | —          |
| Châu Mỹ     | Colombia     | Panama     | —          |
| Châu Á      | Ấn Độ        | Indonesia  | Việt Nam   |
| Vùng Caribe | Haiti        | Jamaica    | —          |
| Châu Âu     | Cộng hòa Séc | Romania    | —          |

### Supra Influencer
Thí sinh chiến thắng phần thi Supra Influencer sẽ được vào thẳng Top 24
| Kết quả     | Thí sinh |
| ----------- | --- |
| Chiến thắng | - Ghana – Gifty Boakye |
| Top 10      | - Singapore – Jiayi Sin - Namibia – Julita Kitwe Mbangula - Ecuador – Valery Carabali Medina - Phần Lan – Jana Boricheva - Pháp – Valentine Le Corre - Ấn Độ – Ritika Khatnani - Malaysia – Melisha Lin - Đức – Jasmin Selberg - Malta – Nicole Vella |
| Top 15      | - Đan Mạch – Johanne Grundt Højgård Hansen - Slovakia – Jana Vozárová - Bồ Đào Nha – Ana Rita Aguiar - Philippines - Alison Black - Hà Lan – Serena Darder                                                                                            |

### Miss Elegance
| Kết quả     | Thí sinh |
| ----------- | --- |
| Chiến thắng | - Thổ Nhĩ Kỳ – Şira Sahilli |
| Giải nhì    | - Argentina – Maira Acosta |
| Giải ba     | - Thái Lan – Praewwanich Ruangthong |
| Top 15      | - Lào – Narathip Siripaphanh - Nhật Bản – Rina Okada - Panama – Cecilia Medina - Guatemala – María Fernanda Milián - Indonesia – Adinda Chresheilla - Ecuador – Valery Carabali Medina - Tây Ban Nha – Ana Karla Ramire - Kazakhstan – Aigerim Baitore - Nigeria – Adaeze Chinese - Brazil – Giovanna Reis - Trinidad và Tobago – Christin Coeppicus - Ukraine – Diana Mironenko |

### Miss Talent
| Kết quả     | Thí sinh                                                                                    |
| ----------- | ------------------------------------------------------------------------------------------- |
| Chiến thắng | - Philippines – Alison Black                                                                |
| Top 3       | - Ấn Độ – Ritika Khatnani - Nhật Bản – Rina Okada                                           |
| Top 6       | - Indonesia – Adinda Chresheilla - Jamaica – Carisa Peart - Mexico – Regina González Salman |

### Supra Fan Vote
| Kết quả     | Thí sinh |
| ----------- | --- |
| Chiến thắng | - Kenya – Roleen Shareh |
| Top 10      | - Nam Phi – Lalela Mswane - Hà Lan – Serena Darder - El Salvador - Jennifer Paola Figueroa Flores - Philippines – Alison Black - Indonesia – Adinda Chresheilla - Thái Lan – Praewwanich Ruangthong - China - Sophia Florence Su Cia-Fang - Việt Nam – Nguyễn Huỳnh Kim Duyên - Zambia - Savena Mushinge |

## Các giải thưởng đặc biệt
| Giải thưởng                 | Thí sinh                            |
| --------------------------- | ----------------------------------- |
| Miss Elegance               | - Thổ Nhĩ Kỳ – Şira Sahilli         |
| Miss Photogenic             | - Ấn Độ – Ritika Khatnani           |
| Best National Costume       | - Peru – Almendra Castillo O'Brien  |
| Miss Talent                 | - Philippines – Alison Black        |
| Miss Congeniality           | - Canada – Jessica Bailey           |
| Supra Model                 | - Cộng hòa Séc – Kristýna Malířová  |
| Supra Fan Vote Winner       | - Kenya – Roleen Shareh             |
| Supra Influencer            | - Ghana – Gifty Boakye              |
| Supra Chat Interview Winner | - Indonesia – Adinda Chresheilla    |
| Supra Chat Interview Winner | - Việt Nam – Nguyễn Huỳnh Kim Duyên |

## Thí sinh tham gia
Cuộc thi có tổng cộng 69 thí sinh tham gia:
| Quốc gia/Vùng lãnh thổ | Thí sinh                      | Tuổi | Quê quán         |
| ---------------------- | ----------------------------- | ---- | ---------------- |
| Argentina              | Maira Acosta                  | 23   | Corrientes       |
| Bỉ                     | Thanaree Scheerlinck          | 25   | Wemmel           |
| Bolivia                | Macarena Castillo             | 23   | Tupiza           |
| Brazil                 | Giovanna Reis                 | 21   | Cascavel         |
| Campuchia              | Leakena In                    | 19   | Phnôm Pênh       |
| Canada                 | Jessica Bailey                | 23   | British Columbia |
| Chile                  | Constanza Araos               | 23   | La Serena        |
| Trung Quốc             | Sophia Su                     | 26   | Hải Khẩu         |
| Colombia               | Valentina Espinosa            | 24   | Cartagena        |
| Costa Rica             | Natalia González              | 22   | San José         |
| Bờ Biển Ngà            | Cadic N'guessan               | 22   | Aboisso          |
| Cuba                   | Liz Rodriguez                 | 24   | Havana           |
| Curaçao                | Risandra Simon                | 24   | Willemstad       |
| Cộng hòa Séc           | Kristýna Malířová             | 22   | Čížkovice        |
| Đan Mạch               | Johanne Grundt Højgård Hansen | 21   | Fensmark         |
| Cộng hòa Dominican     | Emely Ruiz                    | 26   | Valverde         |
| Ecuador                | Valery Carabali Medina        | 23   | Guayaquil        |
| El Salvador            | Jennifer Figueroa             | 21   | Santa Ana        |
| Anh                    | Kate Marie                    | 27   | Coventry         |
| Phần Lan               | Jana Boricheva                | 19   | Kuortane         |
| Pháp                   | Valentine Le Corre            | 21   | Brittany         |
| Đức                    | Jasmin Selberg                | 25   | München          |
| Ghana                  | Gifty Boakye                  | 29   | Akwatia          |
| Hy Lạp                 | Eliza Sophia                  | 20   | Athens           |
| Guatemala              | María Fernanda Milián         | 24   | Alta Verapaz     |
| Haiti                  | Lynn Rubiane St-Germain       | 28   | Port-au-Prince   |
| Hồng Kông              | Kumiko Lau                    | 27   | Hong Kong        |
| Iceland                | Iris Freyja Salguero          | 23   | Mosfellsbær      |
| Ấn Độ                  | Ritika Khatnani               | 19   | Pune             |
| Indonesia              | Adinda Chresheilla            | 25   | Malang           |
| Ireland                | Shannon McCullagh             | 26   | Belfast          |
| Jamaica                | Carisa Peart                  | 28   | Kingston         |
| Nhật Bản               | Rina Okada                    | 27   | Hokkaido         |
| Kazakhstan             | Aigerim Baitore               | 24   | Almaty           |
| Kenya                  | Roleen Shareh                 | 27   | Nairobi          |
| Hàn Quốc               | Cheryun Song                  | 27   | Asan             |
| Kyrgyzstan             | Shirin Alaychieva             | 18   | Osh              |
| Lào                    | Narathip Siripaphanh          | 23   | Viêng Chăn       |
| Lesotho                | Boitumelo Sehlotho            | 23   | Maseru           |
| Malaysia               | Melisha Lin                   | 24   | Kuala Lumpur     |
| Malta                  | Nicole Vella                  | 23   | Valletta         |
| Mauritius              | Alexandrine Belle-Étoile      | 25   | Curepipe         |
| Mexico                 | Regina González Salman        | 19   | Cancún           |
| Namibia                | Julita Kitwe Mbangula         | 25   | Oshakati         |
| Nepal                  | Keshu Khadka                  | 27   | Lalitpur         |
| Hà Lan                 | Serena Darder                 | 21   | Badhoevedorp     |
| Nigeria                | Adaeze Chineme                | 25   | Abia             |
| Panama                 | Cecilia Medina                | 26   | Thành phố Panama |
| Paraguay               | Violeta Van Humbeck           | 27   | Hernandarias     |
| Peru                   | Almendra Castillo O'Brien     | 27   | Callao           |
| Philippines            | Alison Black                  | 23   | Las Piñas        |
| Ba Lan                 | Agata Wdowiak                 | 26   | Łódź             |
| Bồ Đào Nha             | Ana Rita Aguiar               | 24   | Vale de Cambra   |
| Puerto Rico            | Ariette Banchs                | 23   | Ponce            |
| Romania                | Andra Tache                   | 18   | Brașov           |
| Singapore              | Jiayi Sin                     | 22   | Toa Payoh        |
| Slovakia               | Jana Vozárová                 | 20   | Púchov           |
| Nam Phi                | Lalela Mswane                 | 25   | KwaZulu-Natal    |
| Tây Ban Nha            | Ana Karla Ramírez             | 25   | Cuenca           |
| Thái Lan               | Praewwanich Ruangthong        | 29   | Chumphon         |
| Trinidad và Tobago     | Christin Coeppicus            | 25   | Princes Town     |
| Thổ Nhĩ Kỳ             | Şira Sahilli                  | 21   | Hatay            |
| Ukraine                | Diana Mironenko               | 28   | Odessa           |
| Uruguay                | Ximena Bertinat               | 20   | Colonia Valdense |
| Hoa Kỳ                 | Sophia Acosta                 | 27   | Florida          |
| Venezuela              | Ismelys Velásquez             | 22   | La Guaira        |
| Việt Nam               | Nguyễn Huỳnh Kim Duyên        | 26   | Cần Thơ          |
| Zambia                 | Savena Mushinge               | 28   | Solwezi          |
| Zimbabwe               | Kimberly Tatenda              | 24   | Harare           |

## Chú ý

### Lần đầu tham gia
- Campuchia
- Kyrgyzstan
- Lesotho

### Trở lại
- Lần cuối tham gia vào năm 2012:
  -  Cuba
- Lần cuối tham gia vào năm 2013:
  -  Uruguay
- Lần cuối tham gia vào năm 2015:
  -  Curaçao
  -  Hồng Kông
- Lần cuối tham gia vào năm 2017:
  -  Kazakhstan
  -  Zimbabwe
- Lần cuối tham gia vào năm 2018:
  -  Đan Mạch
  -  Malaysia
- Lần cuối tham gia vào năm 2019:
  -  Argentina
  -  Costa Rica
  -  Bờ Biển Ngà
  -  Guatemala
  -  Lào
  -  Mauritius
  -  Singapore
  -  Thổ Nhĩ Kỳ
  -  Ukraine
  -  Việt Nam
  -  Zambia

### Bỏ cuộc
- Albania
- Bahamas
- Guadeloupe
- Guyana
- Na Uy
- Nga
- Rwanda
- Sierra Leone
- Nam Sudan
- Thụy Điển
- Suriname

## Các thí sinh tham dự cuộc thi sắc đẹp quốc tế khác
| Quốc gia/Vùng lãnh thổ | Thí sinh                 | Cuộc thi                                       | Đại diện     |
| ---------------------- | ------------------------ | ---------------------------------------------- | ------------ |
| Trung Quốc             | Sophia Su                | Miss Eco International 2022                    | Trung Quốc   |
| Costa Rica             | Natalia González         | Top Model of the World 2020 (Top 15)           | Costa Rica   |
| Cộng hòa Séc           | Kristýna Malířová        | Miss Aura International 2019 (Hoa hậu)         | Cộng hòa Séc |
| Cộng hòa Séc           | Kristýna Malířová        | The Miss Globe 2019 (Á hậu 4)                  | Cộng hòa Séc |
| El Salvador            | Jennifer Figueroa        | Miss Panamerican International 2019            | El Salvador  |
| Anh                    | Kate Marie               | Miss Eco International 2016                    | Anh          |
| Anh                    | Kate Marie               | Miss Global 2017                               | Anh          |
| Anh                    | Kate Marie               | Miss Earth 2021                                | Anh          |
| Đức                    | Jasmin Selberg           | The Miss Globe 2021 (Top 15)                   | Đức          |
| Đức                    | Jasmin Selberg           | Miss International 2022 (Hoa hậu)              | Đức          |
| Hy Lạp                 | Eliza Sophia             | The Miss Globe 2022                            | Hy Lạp       |
| Haiti                  | Lynn Rubiane St-Germain  | Miss Grand International 2021                  | Haiti        |
| Hồng Kông              | Kumiko Lau               | Miss Global 2019 (Top 25)                      | Hồng Kông    |
| Ấn Độ                  | Ritika Khatnani          | Miss Teen International 2018 (Á hậu 1)         | Ấn Độ        |
| Ireland                | Shannon McCullagh        | Miss Earth 2019                                | Bắc Ireland  |
| Ireland                | Shannon McCullagh        | Miss Grand International 2021                  | Bắc Ireland  |
| Kazakhstan             | Aigerim Baitore          | Miss Intercontinental 2021                     | Kazakhstan   |
| Malta                  | Nicole Vella             | Miss World 2019                                | Malta        |
| Mauritius              | Alexandrine Belle-Étoile | Miss University Africa 2018 (Top 10)           | Mauritius    |
| Mauritius              | Alexandrine Belle-Étoile | Miss Universe 2022                             | Mauritius    |
| Namibia                | Julita Kitwe Mbangula    | Miss Africa 2021 (Á hậu 2)                     | Namibia      |
| Ba Lan                 | Agata Wdowiak            | Miss Universe 2021                             | Ba Lan       |
| Bồ Đào Nha             | Ana Rita Aguiar          | World Miss University 2018                     | Bồ Đào Nha   |
| Bồ Đào Nha             | Ana Rita Aguiar          | Reina Hispanoamericana 2018                    | Bồ Đào Nha   |
| Bồ Đào Nha             | Ana Rita Aguiar          | Miss International 2019                        | Bồ Đào Nha   |
| Nam Phi                | Lalela Mswane            | Miss Universe 2021 (Á hậu 2)                   | Nam Phi      |
| Ukraine                | Diana Mironenko          | Miss Earth 2017                                | Ukraine      |
| Venezuela              | Ismelys Velásquez        | Reinado Internacional del Cacao 2019 (Á hậu 2) | Venezuela    |
| Venezuela              | Ismelys Velásquez        | Miss Mesoamérica Internacional 2021 (Hoa hậu)  | Venezuela    |
| Venezuela              | Ismelys Velásquez        | Reinado Internacional del Café 2022 (Hoa hậu)  | Venezuela    |
| Việt Nam               | Nguyễn Huỳnh Kim Duyên   | Miss Universe 2021 (Top 16)                    | Việt Nam     |